# Ramón Martínez Pérez
Ramón Martínez Pérez, conocido en el ámbito deportivo como Ramoní, (Melilla, España, 6 de febrero de 1929-6 de enero de 2017) fue un futbolista y entrenador español que se desempeñaba como centrocampista.

## Clubes

### Como jugador
| Club          | País   | Año       |
| ------------- | ------ | --------- |
| Sevilla F. C. | España | 1949-1958 |
| Granada C. F. | España | 1958-1960 |
| C. D. Málaga  | España | 1960-1962 |

### Como entrenador
| Club                   | País   | Año       |
| ---------------------- | ------ | --------- |
| Melilla C. F.          | España | 1969-1973 |
| A. D. Ceuta            | España | 1973-1974 |
| Melilla C. F.          | España | 1974-1975 |
| S. D. Melilla          | España | 1975-1976 |
| Díter Zafra            | España |           |
| Xerez C. D.            | España | 1977-1978 |
| C. D. Villanovense     | España | 1978-1981 |
| C. D. Don Benito       | España | 1988-1991 |
| Atlético Palma del Rio | España | 1991-1992 |

## Selección
Fue dos veces internacional con España, con la que debutó en Madrid el 7 de diciembre de 1952 contra Argentina.